# Wilma Martins
Wilma Martins Morais (Belo Horizonte, 1934 — Rio de Janeiro, 8 de setembro de 2022) foi uma pintora, gravadora, desenhista, figurinista e ilustradora de livros infantis brasileira, mais conhecida por sua coleção Cotidianos (1975-1984), que consiste em pinturas e desenhos de lugares comuns (o banheiro, a cozinha, a biblioteca) sobrepostos por elementos da natureza, como animais, matos ou florestas.

## Vida
Wilma Martins iniciou seu estudo artístico em 1953 em Belo Horizonte, na Escola Guignard, e teve entre seus instrutores o pintor Alberto da Veiga Guignard, o escultor Franz Weissmann, a gravadora Misabel Pedrosa e o crítico de arte Frederico Morais. Já em 1954 ela começa a ter suas obras exibidas em coleções coletivas, tanto nacional quanto internacionalmente, e em 1960 tem sua primeira exposição individual, realizada na Biblioteca Thomas Jefferson, em Belo Horizonte, onde exibe 16 desenhos e 10 xilogravuras de insetos, plantas e casa.
Durante a década de 1960, Wilma passa a trabalhar como diagramadora do jornal Estado de Minas, da revista Alterosa, de Belo Horizonte, e da revista Jóia, do Rio de Janeiro. Além disto, ela também ajuda na criação de figurinos, desenhando roupas para o Balett Klauss Vianna e o Teatro Universitário, de Belo Horizonte. No início da década de 1960, Wilma se casa com seu antigo professor e crítico de arte, Frederico Morais, de quem permanece cônjuge até hoje. Teve uma breve passagem pela vida acadêmica em 1965, quando lecionou desenho na então chamada Universidade Mineira de Arte. Em 1966 ela passa a residir na cidade do Rio de Janeiro, e no ano seguinte expõe pela primeira vez na Galeria Goeldi, na qual exibe 14 xilogravuras.
Ao longo dos anos ela continuou a focar na gravura em madeira, mas também praticou desenhos e pinturas.

## Exposições
Ao longo dos anos, ela teve parte em várias exposições de arte, incluindo a Bienal Internacional de Arte de São Paulo, da qual foi parte seis vezes (1963, 1965, 1967, 1975, 1994 e 2016), sendo que recebeu o Prêmio Itamaraty pelo trabalho exposto durante a 9ª edição, no ano de 1967. Wilma também participou de múltiplos anos do Panorama de Arte Atual Brasileira, do Museu de Arte Moderna de São Paulo (MAM), utilizando técnicas diferentes: em 1971 ela expôs xilogravuras, em 1974 apresentou desenhos feitos com bico de pena em ecoline, e em 1976 exibiu pinturas feitas com vinil e acrílico. Wilma também participou de diversas bienais internacionais. Entre elas, as da Iugoslávia (1967), Veneza (1978), Genebra e Berlin (1969).

## ColeçãoCotidiano
Wilma Martins começou a trabalhar na coleção Cotidiano em 1975, utilizando a início nanquim e aquarela para seus desenhos, e passando mais tarde para a pintura acrílica, sendo que estas obras passavam por estágios diferentes de desenvolvimento, com algumas vindo de esboços de pinturas, e outras sendo desenvolvidas diretamente na tela. As obras desta coleção focam em elementos do cotidiano, cômodos ordinários de uma casa, como o banheiro, a cozinha ou a sala de estar, sendo que estes elementos aparecem em cores fracas e com pouca visibilidade. Sobre o elemento cotidiano são sobrepostos animais, selvagens ou domésticos, rios, matagais ou até mesmo florestas, com cores vivas.
Em um livro sobre a arte contemporânea brasileira, o crítico Ferreira Gullar elogia os traços da artista, comparando-os aos de Henri Matisse e Pablo Picasso. Gullar comenta sobre a ausência de pessoas nestas obras de Wilma, e como no seu lugar estão animais como hienas, elefantes ou antílopes, como "as gavetas se enchem de água, a vegetação se derrama entre os móveis, sapatos e vassouras." Para ele, o uso do branco-e-preto para os elementos cotidianos ajuda a ressaltar os outros elementos. Ele ainda comenta sobre a distanciação da artista de suas obras, evidenciada pela assinatura, que aparece "como se fosse a marca do fabricante" ao invés da assinatura de um pintor.

## Prêmios
- 1955, 1956, 1966,  prêmios em pintura no Salão de Belas Artes da Cidade de Belo Horizonte.
- 1966, prêmio aquisição na Bienal Nacional de Artes Plásticas de Salvado. [6]
- 1967, Prêmio Itamaraty – em reconhecimento a quatro xilogravuras que a artista produziu e expôs na Bienal Internacional de Arte de São Paulo.
- 1975, Prêmio de Viagem ao Exterior do Salão Nacional de Arte Moderna.
- 1976, Prêmio Principal do Panorama de Arte Atual Brasileira, do Museu de Arte Moderna de São Paulo, na categoria pintura – pela peça Cotidiano XVI. [3][9]
- 2015, Prêmio Funarte Mulheres nas Artes Visuais